# Villim Villimovič Fermor
Villim Villimovič Fermor, anche noto come Wilhelm von Fermor o William Fermor (Pskov, 9 ottobre 1702 – Nītaure, 19 febbraio 1771), è stato un generale russo, comandante in capo dell'esercito campale russo durante la guerra dei sette anni nel corso della quale, in particolare, combatté e perse la battaglia di Zorndorf contro i prussiani di Federico il Grande.

## Biografia
Nato a Pskov (all'epoca meglio nota con il nome in tedesco di Pleskau) da una famiglia della nobiltà dei tedeschi del Baltico con ascendenze scozzesi, entrò nell'esercito imperiale russo nel 1720 e nel 1734, durante la guerra di successione polacca, con il grado di maggiore si mise in luce nel corso dell'assedio di Danzica; in seguito partecipò alle operazioni belliche contro l'Impero ottomano e a quelle sul fronte della Finlandia nel corso della guerra russo-svedese, ottenendo la promozione a generale. L'abitudine di Fermor a preferire la compagnia degli altri tedeschi al servizio della Russia gli causò un certo risentimenti dagli ufficiali russi al suo servizio; Fermor stesso era un protetto di Burkhard Christoph von Münnich, feldmaresciallo dell'esercito imperiale e importante figura a corte.
All'entrata della Russia nella guerra dei sette anni nel 1757, Fermor fu assegnato all'armata campale inviata a invadere la regione della Prussia orientale, partecipando all'assedio e conquista della fortezza di Memel ai primi di luglio e alla battaglia di Gross-Jägersdorf il 30 agosto. La sconfitta russa subita a Gross-Jägersdorf e la conseguente ritirata generale dalla Prussia orientale portò alla rimozione dal comando del feldmaresciallo Stepan Fyodorovich Apraksin, che fu rimpiazzato alla guida dell'armata dallo stesso Fermor; il nuovo comandante revocò le disposizioni precedenti riguardanti la requisizione di rifornimenti per l'armata presso le popolazioni civili delle regioni occupate della Prussia orientale, politica che spesso si traduceva in episodi di saccheggio, emettendo proclami scritti in cui esprimeva rincrescimento per ciò.
Nell'agosto 1758 Fermor guidò l'armata russa in una nuova invasione delle regioni orientali della Prussia; il 25 agosto i russi affrontarono l'armata di Federico il Grande nella battaglia di Zorndorf, uno scontro molto sanguinoso al termine del quale Fermor dovette ordinare una nuova ritirata verso oriente. In seguito a questa sconfitta Fermor dovette cedere il comando dell'armata al generale Pëtr Semënovič Saltykov nel 1759, ma continuò a servire come suo subordinato e nel 1760 guidò le forze russe nel corso del raid su Berlino.
Dopo il colpo di Stato che portò sul trono imperiale la zarina Caterina II di Russia nel 1762, Fermor fu fatto governatore di Smolensk, incarico che mantenne fino al 1768 quando si ritirò a vita privata. Villim Fermor morì il 19 febbraio 1771 nella sua tenuta di Gut Nitau (oggi Nītaure in Lettonia).